# Saint-Aupre
Saint-Aupre és un municipi francès situat al departament de la Isèra i a la regió d'Alvèrnia-Roine-Alps. L'any 2007 tenia 1.050 habitants.

## Demografia

### Població
El 2007 la població de fet de Saint-Aupre era de 1.050 persones. Hi havia 386 famílies de les quals 72 eren unipersonals (36 homes vivint sols i 36 dones vivint soles), 143 parelles sense fills, 151 parelles amb fills i 20 famílies monoparentals amb fills.
La població ha evolucionat segons el següent gràfic:
Habitants censats

### Habitatges
El 2007 hi havia 445 habitatges, 389 eren l'habitatge principal de la família, 33 eren segones residències i 23 estaven desocupats. 434 eren cases i 10 eren apartaments. Dels 389 habitatges principals, 347 estaven ocupats pels seus propietaris, 32 estaven llogats i ocupats pels llogaters i 11 estaven cedits a títol gratuït; 2 tenien una cambra, 4 en tenien dues, 32 en tenien tres, 61 en tenien quatre i 291 en tenien cinc o més. 348 habitatges disposaven pel capbaix d'una plaça de pàrquing. A 111 habitatges hi havia un automòbil i a 259 n'hi havia dos o més.

### Piràmide de població
La piràmide de població per edats i sexe el 2009 era:
| Homes | Edats   | Dones |
| ----- | ------- | ----- |
| 0     | 95 o +  | 4     |
| 0     | 90 a 94 | 0     |
| 0     | 85 a 89 | 0     |
| 4     | 80 a 84 | 0     |
| 12    | 75 a 79 | 8     |
| 24    | 70 a 74 | 20    |
| 16    | 65 a 69 | 20    |
| 8     | 60 a 64 | 24    |
| 16    | 55 a 59 | 12    |
| 20    | 50 a 54 | 20    |
| 44    | 45 a 49 | 44    |
| 64    | 40 a 44 | 40    |
| 36    | 35 a 39 | 40    |
| 36    | 30 a 34 | 28    |
| 12    | 25 a 29 | 32    |
| 20    | 20 a 24 | 12    |
| 28    | 15 a 19 | 32    |
| 44    | 10 a 14 | 64    |
| 56    | 5 a 9   | 28    |
| 24    | 0 a 4   | 36    |

## Economia
El 2007 la població en edat de treballar era de 676 persones, 498 eren actives i 178 eren inactives. De les 498 persones actives 459 estaven ocupades (237 homes i 222 dones) i 40 estaven aturades (21 homes i 19 dones). De les 178 persones inactives 69 estaven jubilades, 57 estaven estudiant i 52 estaven classificades com a «altres inactius».

### Ingressos
El 2009 a Saint-Aupre hi havia 383 unitats fiscals que integraven 1.074,5 persones, la mediana anual d'ingressos fiscals per persona era de 22.899 €.

### Activitats econòmiques
Dels 27 establiments que hi havia el 2007, 2 eren d'empreses de fabricació d'altres productes industrials, 8 d'empreses de construcció, 4 d'empreses de comerç i reparació d'automòbils, 2 d'empreses de transport, 8 d'empreses de serveis, 1 d'una entitat de l'administració pública i 2 d'empreses classificades com a «altres activitats de serveis».
Dels 10 establiments de servei als particulars que hi havia el 2009, 1 era un taller de reparació d'automòbils i de material agrícola, 2 paletes, 1 guixaire pintor, 2 fusteries, 2 electricistes i 2 perruqueries.
L'únic establiment comercial que hi havia el 2009 era una gran superfície de material de bricolatge.
L'any 2000 a Saint-Aupre hi havia 9 explotacions agrícoles que ocupaven un total de 124 hectàrees.

## Equipaments sanitaris i escolars
El 2009 hi havia una escola elemental.

## Poblacions més properes
El següent diagrama mostra les poblacions més properes.